# Mo Tche-pom
Mo Tche-pom (korejsky 모태범, anglický přepis: Mo Tae-bum; * 15. února 1989 Soul) je jihokorejský rychlobruslař.
Prvního juniorského světového šampionátu se zúčastnil v roce 2006 (6. místo), o rok později skončil čtrnáctý. Ze Zimní univerziády 2007 si přivezl bronzové medaile ze závodů na 500 m a 1500 m. Od podzimu 2008 pravidelně startuje v závodech Světového poháru, na Zimní univerziádě 2009 získal čtyři medaile, z toho dvě zlaté. Tentýž rok také debutoval na světovém šampionátu na jednotlivých tratích (1000 m – 8. místo, 1500 m – 11. místo). Na Zimních olympijských hrách 2010 vybojoval zlato v závodě na 500 metrů a stříbro na trati 1000 metrů, na patnáctistovce skončil pátý. Stal se tak prvním Jihokorejcem, který získal zlatou medaili na zimních olympijských hrách v jiném sportu než v short tracku. Z Mistrovství světa ve sprintu 2011 si odvezl stříbrnou medaili, následující rok bronzovou. V sezóně 2011/2012 zvítězil v celkovém hodnocení Světového poháru v závodech na 500 m. Na Mistrovství světa na jednotlivých tratích 2012 si na distanci 500 m dobruslil pro zlatou medaili, kterou o rok později obhájil, tehdy k ní navíc přidal stříbro z kilometrové distance. Zúčastnil se Zimních olympijských her 2014, kde se v závodě na 500 m umístil na 4. místě, na dvojnásobné distanci byl dvanáctý. Startoval i na ZOH 2018 (500 m – 16. místo).

## Osobní rekordy
| Závod  | Čas     | Datum              | Místo          |
| ------ | ------- | ------------------ | -------------- |
| 100 m  | 9,83    | 6. prosince 2008   | Čchang-čchun   |
| 500 m  | 34,28   | 17. listopadu 2013 | Salt Lake City |
| 1000 m | 1:07,26 | 13. prosince 2009  | Salt Lake City |
| 1500 m | 1:42,85 | 11. prosince 2009  | Salt Lake City |
| 3000 m | 3:58,05 | 19. září 2009      | Calgary        |
| 5000 m | 7:03,38 | 10. března 2006    | Erfurt         |